# Letonia en los Juegos Paralímpicos de Atenas 2004
Letonia estuvo representada en los Juegos Paralímpicos de Atenas 2004 por siete deportistas, cuatro mujeres y tres hombres.

## Medallistas
El equipo paralímpico letón obtuvo las siguientes medallas:
| Nombre        | Deporte   | Evento              |
| ------------- | --------- | ------------------- |
| Oro           |           |                     |
| Aigars Apinis | Atletismo | Disco F52 masculino |
| Plata         |           |                     |
| Edgars Bergs  | Atletismo | Peso F35 masculino  |
| Bronce        |           |                     |
| Edgars Bergs  | Atletismo | Disco F35 masculino |